# Древесная масса
Древесная масса — волокнистый полуфабрикат для изготовления бумаги, который получают путём механического перетирания древесины в водной среде. При этом она расщепляется на микро- и макроскопические частицы разной формы. В состав древесной массы входят целлюлоза и лигнин. Это наиболее экономичный полуфабрикат с содержанием природного сырья. Кроме того, производить древесную массу проще и дешевле, чем целлюлозу. В результате получается меньше отходов, которые загрязняют окружающую среду. Этим объясняется широкое использование древесной массы в производстве бумаги различных видов.

## Производство
Производство заключается в истирании древесины в брёвнах длиной 1-2 метра (балансы) или щепы (технологическая щепа). В первом случае процесс ведут в дефибрерах, состоящих из дефибрерного камня диаметром 1,5-2 метра и подающего устройства. При переработке щепы используют рафинеры (дисковые мельницы).
Дефибрерное получения древесной массы — это более старый метод, восходящий своими корнями ещё к эпохе индустриальных революций XIX века. Основное преимущество дефибрерного метода заключается в малых затратах электроэнергии и относительно высокой удельной производительности при меньших капиталовложениях в оборудование. Рафинерное производство — это более технологически сложный процесс, включающий различные аппараты, но он более производителен и позволяет изготавливать древесную массу из отходов древесины (щепы и даже опилок). В процессе рафинерного производства можно гибко регулировать качество и технологические показатели продукции. Для повышения производительности, снижения затрат и улучшения качества древесной массы рафинерное производство активно модернизируют в последние несколько десятилетий. Внедрён сложный цикл предварительной подготовки технологической щепы, используется обработка щепы и полуфабрикатов паром и/или химическими реагентами (ХТМ и ХММ), процесс размола ведётся при высоких температуре и давлении. Отдельно следует отметить долговечность оборудования для рафинерного производства древесной массы. Стальная или чугунная гарнитура рафинера служит намного дольше и не требует соблюдения строгих условий микроклимата при хранении и транспортировке, в отличие от дефибрерных камней.

### Классификация древесной массы
Древесная масса, полученная из балансов, имеет индекс «Д» — дефибрерная. Произведённая из щепы древесная масса имеет в наименовании индекс «Р» — рафинерная. Буква «М» в индексе всегда указывает на слово «масса», остальные буквы означают условия получения. В зависимости от условий применения и сорта бумаги или картона, древесную массу изготавливают разных видов: белая, бурая, рафинированная, термомеханическая, химико-термомеханическая. Отличия заключаются в температуре и других условиях проведения процесса. Для наиболее дешёвых сортов целлюлозно-бумажной продукции используют механическую древесную массу (РММ или ДММ). Для повышения производительности размол ведут при высокой температуре, такая древесная масса обозначается РТММ или ДТММ (термомеханическая древесная масса, соответственно, рафинерная или дефибрерная).
Для наиболее качественной бумаги применяют ХММ (химическая масса механического размола), она производится только при рафинерном размоле щепы, поэтому буквы «Р» в маркировке не содержит. Технологический цикл производства ХММ включает обработку сульфитом натрия и щелочью в течение 20-40 минут при высоких температуре и давлении, что приближает качество, свойства и технологические трудности производства данной продукции к показателям целлюлозы высокого выхода при непрерывной варке в шнековых аппаратах. В отличие от РММ или ДММ, ХММ можно применять для производства низкосортной бумаги (газетная, оберточная и прочие) без добавления целлюлозы. Содержание ТММ и ДММ в низкосортной бумаге достигает не более 30-35 % в связи с высоким содержанием лигнина и других антиадгезионных примесей.